# Burgenland Straße
De Burgenland Straße B50 is een Bundesstraße in de Oostenrijkse deelstaten Neder-Oostenrijk, Burgenland en Stiermarken.
De B50 loopt van Wolfsthal, Berg, Eisenstadt, Mattersburg, Oberpullendorf en Oberwart naar Hartberg. De weg is 167 km lang.
Neder-Oostenrijk
De B50 Begint op de deelstaatgrens met Neder-Oostenrijk als verlengde van de Wolfthaler Straße B50a.
Burgenland.
De B50 loopt in zuidelijke richting door Kittsee, langs Pama, door Gattendorf waar ze op een kruising aansluit op de B10. Samen lopen ze in westelijke richting, langs Potzneusiedl, door Neudorf tot in Parndorf waar de B50 weer in zuidelijke richting afsplitst. De weg passeert de afrit naar de B51 richting Neusiedl am See en passeert Neusiedl aan via een westelijke rondweg en komt vervolgens door Jois, Winden am See, Breitenbrunn en Purbach am Neusiedler See, Donnerskirchen waar ze de B15 kruist en door Schützen am Gebirge. De B50 loopt verder door Eisenstadt hier kruist ze zowel de B52 en de B59. Ten zuiden van Eisenstadt kruist de B16, passeert Wulkaprodersdorf en Antau en. B53. Vervolgens passeert ze de Pöttelsdorf, kruist op een rotonde de S4 en komt door Mattersburg. De B50 loopt via de rondweg van Marz, door Sieggraben, Kalkgruben, Tschurndorf, Weppersdorf en kruist de B62. De weg loopt verder door Markt Sankt Martin, Neutal, Stoob en kruist op een rotonde in Oberpullendorf de B61. De B50 loopt verder door Piringsdorf, kruist de B55, komt door Bernstein, met een rondweg langs Mariasdorf, Bad Tatzmannsdorf. De weg kent op een rotonde de aansluiting van de B63a, passeert de afrit Oberwart-Nord de B63 komt door Oberwart en kruist in het zuiden van het dorp op een rotonde de B63a. De weg loopt door Litzelsdorf, rotonde de B57 en komt door Markt Allhau, waarna de grens met Stiermarken volgt.
Stiermarken
De B50 loopt nog door Sankt Johann in der Haide en eindigt op een rotonde in Hartberg B54.
B1 · 
B2 · 
B3 · 
B4 · 
B5 · 
B6 · 
B7 · 
B8 · 
B9 · 
B10 · 
B11 · 
B12 · 
B13 · 
B14 · 
B15 · 
B16 · 
B17 · 
B18 · 
B19 · 
B20 ·  
B21 · 
B22 · 
B23 · 
B24 · 
B25 · 
B26 · 
B27 · 
B28 · 
B29 · 
B30 · 
B31 · 
B32 · 
B33 · 
B34 · 
B35 · 
B36 · 
B37 · 
B38 · 
B39 · 
B40 · 
B41 · 
B42 · 
B43 · 
B44 · 
B45 · 
B46 · 
B47 · 
B48 · 
B49 · 
B50 · 
B51 · 
B52 · 
B53 · 
B54 · 
B55 · 
B56 · 
B57 · 
B58 · 
B59 · 
B60 · 
B61 · 
B62 · 
B63 · 
B64 · 
B65 · 
B66 · 
B67 · 
B68 · 
B69 · 
B70 · 
B71 · 
B72 · 
B73 · 
B74 · 
B75 · 
B76 · 
B77 · 
B78 · 
B79 · 
B80 · 
B81 · 
B82 · 
B83 · 
B84 · 
B85 · 
B86 · 
B87 · 
B88 · 
B89 · 
B90 · 
B91 · 
B92 · 
B93 · 
B94 · 
B95 · 
B96 · 
B97 · 
B98 · 
B99 · 
B100 · 
B105 · 
B106 · 
B107 · 
B108 · 
B109 · 
B110 · 
B111 · 
B113 · 
B114 · 
B115 · 
B116 · 
B117 · 
B119 · 
B120 · 
B121 · 
B122 · 
B123 · 
B124 · 
B125 · 
B126 · 
B127 · 
B129 · 
B130 · 
B131 · 
B132 · 
B133 · 
B134 · 
B135 · 
B136 · 
B137 · 
B138 · 
B139 · 
B140 · 
B141 · 
B142 · 
B143 · 
B144 · 
B145 · 
B146 · 
B147 · 
B148 · 
B149 · 
B150 · 
B151 · 
B152 · 
B153 · 
B154 · 
B155 · 
B156 · 
B158 · 
B159 · 
B160 · 
B161 · 
B162 · 
B163 · 
B164 · 
B165 · 
B166 · 
B167 · 
B168 · 
B169 · 
B170 · 
B171 · 
B172 · 
B173 · 
B174 · 
B175 · 
B176 · 
B177 · 
B178 · 
B179 · 
B180 · 
B181 · 
B182 · 
B183 · 
B184 · 
B185 · 
B186 · 
B187 · 
B188 · 
B189 · 
B190 · 
B191 · 
B192 · 
B193 · 
B197 · 
B198 · 
B199 · 
B200 · 
B201 · 
B202 · 
B203 · 
B204 · 
B205 · 
B209 · 
B210 · 
B211 · 
B212 · 
B213 · 
B214 · 
B215 · 
B216 · 
B217 · 
B218 · 
B219 · 
B220 · 
B221 · 
B222 · 
B223 · 
B224 · 
B225 · 
B226 · 
B227 · 
B228 · 
B229 · 
B230 · 
B303 · 
B305 · 
B309 · 
B310 · 
B311 · 
B316 · 
B317 · 
B319 · 
B320